# Саранинский завод кузнечно-прессовых машин

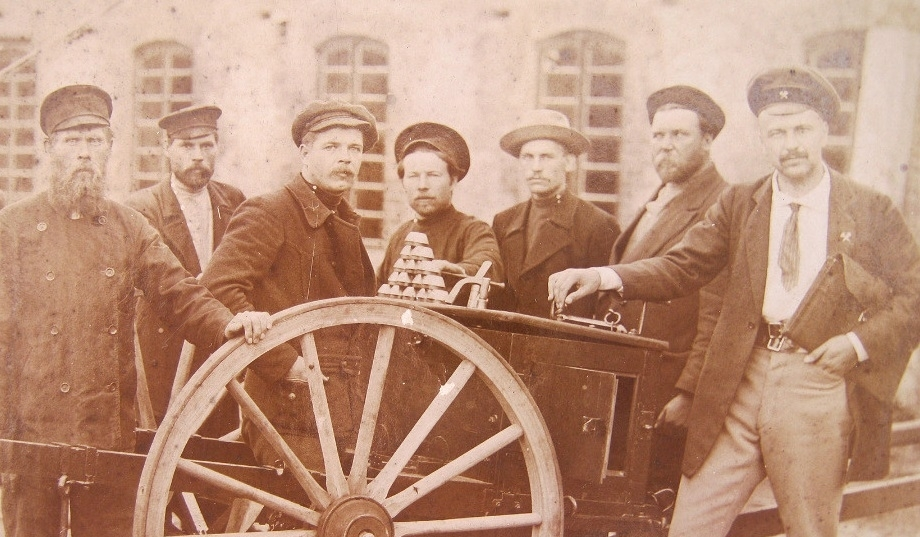
Рабочие Сарининского завода, 1880-е годы

Телега, изготовленная на заводе

Саранинский завод кузнечно-прессовых машин (Завод кузнечно-прессового оборудования) — машиностроительный завод, действовавший в 1887—2011 годах в посёлке Сарана Красноуфимского района Свердловской области Российской Федерации.

## История
Кустарное производство А.А. Кислякова
На основе Нижнесаранинского железоделательного завода в 1887 году житель села Нижняя Сарана Александр Артемьевич Кисляков вместе с мастерскими Красноуфимского промышленного училища наладил производство в селе молотилок с конным приводом, зерносушилок, веялок, сеялок, зерновых сушил, крестьянских обозов и других сельскохозяйственных машин. Кисляков, имея свою кузницу, получил заказ на молотилки от Шадринского земства и авансы под заказ, на что построил вначале большую деревянную, а потом и каменную кузницу. Продукция кустарей Кислякова А.А. и Кирсанова участвовала на Сибирско-Уральской научно-промышленной выставке в 1887 году. На 1902 год имел годовой оборот в 21 000 рублей и 40 наёмных рабочих. Железо приобреталось в Екатеринбурге, чугунное литье на Шайтанском и других заводах, лесной материал с лесной дачи г. Бобянского, изделия сбывались в Шадринске, Барнауле, Челябинске, Омске, Томске, Кургане, Петропавловске. В 1903—1904 годах имел 5 токарных станков и другое оборудование. В 1905 году А.А. Кисляков заключил договор на реализацию продукции с Переселенческим управлением Омска, у которого были свои отделения и склады сельскохозяйственных машин во всех городах Сибири, и организовал представительство в Омске. В 1907 году был приобретён и установлен паровой двигатель, механизирован механический и деревообделочный цеха, установлена лесопильная рама. К 1914 году на заводе работало 300—320 человек. Было установлено два локомобиля, своя небольшая электростанция. В цехах установлены токарные, токарно-винторезные и сверлильные станки по металлу, была своя лесорама. В деревообделочном цехе также работали станки фуговочные, долбежные, шипорезные, циркульно-пилочные, пыльные и другое оборудование.

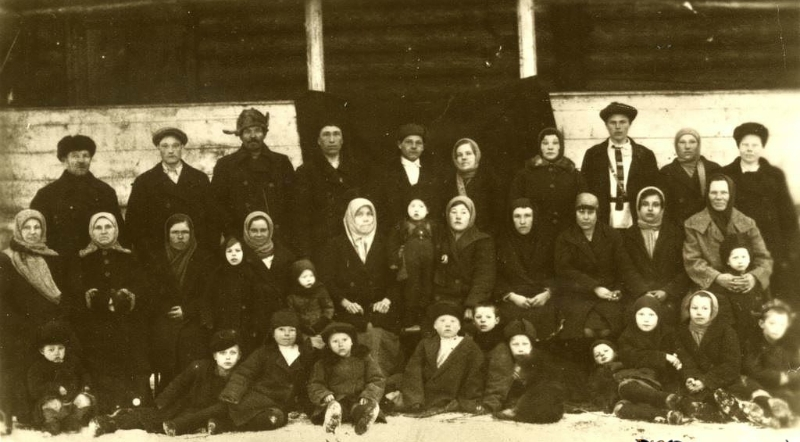
Артель «Красный партизан»
В 1917 году фабрика Кислякова была национализирована, а в 1919 году сожжена отступающими белогвардейцами. А.А. Кисляков отступил с белой армией Колчака. В 1922 году жители посёлка приступили к восстановлению производства. С 1927 года предприятие, объединившее 800 человек, стало называться «промышленная артель „Красный партизан“». В 1930 году Саранинская артель была одним из крупнейших кооперативов на Урале. C 1940 года артельщики освоили производство сверлильных и настольно-револьверных станков.
Саранинский механический завод № 2
Во время Великой Отечественной войны в начале сентября 1941 года в Сарану были эвакуированы рабочие «артели имени С. М. Кирова» по изготовлению санитарных носилок и мебели из города Клинцы Брянской области с 1-им вагоном тканей для носилок, 6-ю тоннами ниток, несколькими деревообрабатывающими станками и электромоторами. В конце ноября 1941 года прибыли рабочие Харьковского посудо–оцинковочного завода с 2 вагонами цинка и несколькими электромоторами. Прибыло оборудование Кременчугской табачной фабрики. Рабочие и оборудование влились в артель «Красный партизан». 1 декабря 1941 года промартель «Красный партизан» была передана в государственную промышленность и стала называться «Саранинский завод №2 Наркомата местной промышленности РСФСР» на основании постановления Правительства РСФСР. В годы войны завод регулярно перевыполнял план: за 1942 год — 131 %, за 1943 год — 100,4 %, за 1944 год — 102,3 %, январь—май 1945 года — 108,2 %. В этот период на заводе было произведено 4060 тысяч ручных гранат, 820 санитарно-душевых установок разных типов, 82 000 санитарных носилок, 25 600 тисков, а также 2300 прессов и настольных револьверных станков. Всего было выпущено продукции на 62 млн рублей, в том числе для нужд фронта — 49 млн рублей. В годы войны также было освоено производство трёх видов боеприпасов, двух видов душевых установок, трёх типов прессов и одного типа настольных револьверных станков.
За производственные успехи почётными грамотами наркомата были награждены 30 работников завода. Тебнева Аграфена и Коробейникова Афанасья были награждены медалью «За трудовое отличие», директор завода С. А. Майоров был удостоен ордена «Знак Почёта», главный инженер М. Г. Эпштейн — ордена Красной Звезды.
Саранинский завод кузнечно-прессового оборудования
В 1950 году был изготовлен первый опытный образец гильотинных ножниц для резки листа толщиной до 6 мм, шириной — до 3,2 метра. Опытный образец ножниц был отправлен на экспорт в Индию. С 1960 года завод стал производить гидравлические прессы для изготовления грампластинок для Апрелевского завода.
В 1955 году был выпущен опытный образец ковочного пресса весом более 20 тонн. Также был изготовлен агрегат для изготовления плит из камыша. В 1960 году был изготовлен опытный образец лесоразделочной машины для обрезки сучьев и раскряжевки хлыстов. В 1961 году завод приступил к производству автоматов для прессования изделий из металлических порошков. В 1962 году было освоено производство многодисковых ножниц для резки рулонной стали на полосы.
С 1962 года завод изготавливал молоты, прессы, ножницы, трубогибочные станки, которые продавались в 53 странах, в том числе во Францию, ФРГ, Японию, Испанию, Финляндию, Норвегию. В 1965 году завод был передан в ведомство Министерству станкоинструментальной промышленности СССР.
В 1966 году на заводе был освоен выпуск гильотинных ножниц для резки листа до толщиной 6 мм и шириной до 3,2 метра. Опытный образец ножниц был отправлен на экспорт в Индию. В 1970 году был выпущен опытный образец пресса-автомата модели КАО624. В 1970 году было начато производство пневматических молотов. В 1973 году было освоено и начато серийное производство высечных ножниц. В 1978 году было освоено производство специального пресса-автомата для военной промышленности модели 2540.
ООО Саранинский завод КПМ
В 1993 году предприятие было акционировано и преобразовано в ОАО «Саранинский завод».
26 мая 2011 года ООО «Саранский завод КПМ» было ликвидировано. Техническая документация на производство станков и часть оборудования заготовительного участка демонтирована и передана на ОАО «Спецнефтехиммаш» (Краснокамск), здания разобраны на металлолом. С 2014 года на месте, где был расположен завод, располагается пустырь, зарастающий травой.

## Награды
За свои достижения завод был удостоен ряда наград:
- 1887 — бронзовая медаль на Сибирско-Уральской научно-промышленной выставки и 5 рублей от XVIII Красноуфимского уездного земского собрания за участие на выставке[4];
- 1895 — серебряная медаль на Всероссийской сельскохозяйственной и кустарно-промышленной выставки (Курган);
- 1896 — бронзовая медаль на Всероссийской выставке в Нижнем Новгороде;
- бронзовая медаль на Уфимской выставке;
- 1902 — участие на Всероссийской кустарно-промышленной выставке (Санкт-Петербург)[3];
- 1911 — малая золотая медаль Омского отдела Московского Общества сельского хозяйства «за улучшенную молотилку и привод Саранинского типа» на Первой Западно-Сибирской сельскохозяйственной, лесной и торгово-промышленной выставке в г. Омске[4];
- 1942 — переходящее Красное Знамя ЦК профсоюза и дважды было первое место по итогам Всесоюзного социалистического соревнования;
- 1942 — Почётная грамота Наркомата местной промышленности РСФСР;
- 1943 — переходящее Красное Знамя и первое место в соцсоревновании;
- 1946 — переходящее Красное Знамя Главстанкоинструмента Наркомата местной промышленности РСФСР и ЦК профсоюза рабочих металлоизделий было передано заводу на вечное хранение «за самоотверженный труд коллектива рабочих, инженерно-технических работников и служащих в период Великой Отечественной войны 1941—1945 гг.» 20 апреля 1946 года[7];
- 1962 — диплом второй степени «за изготовление прессов-автоматов для порошковой металлургии усилиями 10, 16, 25, 40, 63 и 100 тн» на Выставке достижения народного хозяйства СССР согласно Постановлению комитета совета ВДНХ СССР №286-н от 21.06.1963[10], а также медали ВДНХ работникам завода[11];
- 1987 — орден «Знак Почёта» Указом от 22 июля 1987 года «за успешное выполнение заданий и социалистических обязательств по производству металлообрабатывающего оборудования и в связи со 100-летием со времени основания»[12];
- 1997 — «Международная золотая звезда качества» в Испании[13];
- 1998 — знак «Золотой Меркурий» в Париже.